# 夜歩く
『夜歩く』（よるあるく）は、横溝正史の長編推理小説。「金田一耕助シリーズ」の一つ。1948年（昭和23年）から1949年（昭和24年）にかけて雑誌『男女』（後の『大衆小説界』）にて連載された。
本作を原作として、2014年3月までに2作のテレビドラマが制作されている。

## 概要
本作は『本陣殺人事件』、『獄門島』に続く「金田一耕助シリーズ」長編第3作。これらの作品は『八つ墓村』や『悪魔の手毬唄』などと合わせて「岡山編」と呼ばれることもある。
本作は、1948年（昭和23年）2月から5月まで雑誌『男女』で連載、同誌誌名改名後の『大衆小説界』にて6月から11月までおよび翌1949年（昭和24年）4月から12月まで連載された。
横溝には神戸二中時代に西田徳重という探偵小説マニアの友達がいたが、中学卒業後の秋に早世してしまった。横溝はその縁で兄の西田政治氏と文通するようになっていた。1945年（昭和20年）の春に岡山県吉備郡岡田村字桜の疎開宅に疎開していた横溝は、8月15日の日本敗戦後、「本格探偵小説の鬼であった」といい、小さなトリックを、つぎからつぎへと思いついては悦に入っていた。さきの西田兄弟はそろって本格探偵小説ファンで、兄の政治氏は「G・Iが売り払っていった古本が、古本屋に山のようにある」と、ポケット・ブックを疎開先にあとからあとから送ってくれた。横溝の本格熱はますます火に油を注がれ、西田氏の送ってくれた本の中に「ガードナーの『夢遊病の姪』があった。これがのちに私の『夜歩く』になった。」と語っている。
作者は、『本陣殺人事件』で曲がりなりにも「密室殺人」を書くことができた、今度はどうしても「顔のない死体」を書きたい、それも犯人と被害者の入れ替わりという公式的な結末以上の結末となる作品を書きたいとのことから、まず1947年12月に雑誌『小説』に中編『黒猫亭事件』を発表した。しかし、この作品では他のトリックを組み合わせたことで複雑になりはしたものの、従来の「顔のない死体」の公式に大きくはずれるものではなかった。そこで、改めて犯人と被害者の入れ替わり以上の結末となる作品に挑戦したのが本作である。
しかし、本作の連載途中の1948年6月に高木彬光著『刺青殺人事件』が雑誌『宝石』に掲載され、同じトリックを考えていた作者は本作のデッサンを修正せざるを得なくなってしまった。
以上のような経緯によるものか、本作の評価・人気は「岡山編」の中では比較的に低いが、結末の意外性の点で秀でた作品である。戦前の作品に共通する妖異な雰囲気、露悪的ともいえる通俗性により、前作までの『本陣』『獄門島』に比べてドラマ性が高く、支持する読者も多い。
なお、横溝正史は本作を「自選ベスト10」の10位に挙げているが、実際の自選は7位までで、8位以下は文庫本の売れ行き順で決められた。彼は「（それらを）ベスト10に入れるとなると躊躇せざるをえない」とも記している。

## ストーリー
私こと屋代寅太は、某私立大学で知り合った仙石直記から相談を持ちかけられた。去年の10月3日にキャバレー「花」で佝僂（せむし）の画家の蜂屋小市を狙撃する事件を起こしたのは、腹違いの妹である古神八千代だというのである。
狙撃の理由は、八千代宛に届いた3通にわたる奇妙な手紙にあるようであった。去年の夏ごろ届いたその手紙には、「われ東京へ来れり。近く汝と見参せん。……汝夜歩くなかれ。」と、古神家の内情に精通している者しか知らないはずの八千代の夢遊病のことが書かれており、佝僂の写真が首から上を切られて同封されていた。
そうして私が仙石に連れられて小金井の古神家の屋敷に赴いたところ、仙石の父・鉄之進が酒乱の挙句、日本刀で蜂屋に斬りかかろうとするところに出くわした。妖刀「村正」と評判のあるその日本刀で鉄之進がいつか誰かを斬り殺すことを恐れている直記は、その夜、書斎の金庫に村正を隠すことにした。金庫は鍵と文字盤で二重に錠がおりる型のもので、鍵は直記がかけ、文字盤の符号は私が選んだ。これにより、金庫は直記の鍵と私の符号が揃わないと開けられないようになった。
ところがその真夜中、私と直記は夢遊病で洋館の方から歩いてくる八千代を目撃し、翌朝、洋館で蜂屋小市か、同じく佝僂で八千代の異母兄の守衛の、いずれとも判別できない佝僂の首なし死体を発見する。しかもその血まみれの現場には、夢遊病の発作を起こして歩き回ったと思われる八千代のスリッパの跡が残されていた。しかし、昨夜の八千代は凶器を持っておらず、現場にも凶器は残されていなかった。私と直記は金庫の中に村正があるのを確認するが、その刀身には血がべったりと付いていた。直記は鉄之進を疑うが、直記の鍵と私が選んだ符号なしに金庫を開くことは不可能のはずであった。
死体の太股には八千代に撃たれたのと同じ傷痕が残されていたことから、当初その死体は蜂屋のものと思われた。ところが守衛の乳母のお喜多が、守衛は去年の夏、ピストルをおもちゃにして自分の太股を撃っており、死体は守衛に間違いないと言いだしたため、死体は蜂屋なのか守衛なのか分からなくなってしまった。その数日後、私は鉄之進が夜中に歩き回るのを目撃する。夢遊病だった鉄之進の後を追った私は、彼が池の中で石を取り除けて何かを見つけると、またその石を元に戻すのを目撃する。鉄之進が立ち去った後、私が池の中で石を取り除けたところ、そこに守衛の生首を見つけた。
もう一方の佝僂の蜂屋が行方知れずで事件が膠着したまま、古神家の人々とその関係者は避暑のため、旧領の岡山県鬼首村（おにこうべむら）に移動した。仙石の頼みで私も鬼首村に出向くが、その車中で金田一耕助という風采の上がらぬ男と出会った。こうして役者が揃ったところで、再び惨劇の幕が開く。

## 登場人物
- 金田一耕助（きんだいち こうすけ） - 私立探偵
- 磯川常次郎（いそかわ つねじろう） - 岡山県警警部
- 沢田（さわだ） - 警視庁警視
- 屋代寅太（やしろ とらた） - 「私」、推理小説家
- 古神織部（ふるがみ おりべ） - 古神家先代、故人
- 古神お柳（ふるがみ おりゅう） - 織部の後妻
- 古神守衛（ふるがみ もりえ） - 織部の息子、佝僂
- 古神八千代（ふるがみ やちよ） - お柳の娘、守衛の異母妹
- 古神四方太（ふるがみ よもた） - 織部の異母弟
- 仙石鉄之進（せんごく てつのしん） - 古神家家老筋
- 仙石直記（せんごく なおき） - 鉄之進の息子、寅太の友人
- 源造（げんぞう） - 古神家使用人
- お藤（おふじ） - 古神家女中
- お喜多（おきた） - 守衛の乳母
- 妙照（みょうしょう） - 海勝院の尼
- 蜂屋小市（はちやこいち） - 画家、佝僂
- お静（おしず） - 古神家の座敷牢に閉じ込められた、気が狂っている女性

## 鬼首村の所在地と村の背景
作品の前半の舞台は「東京都北多摩郡小金井」（現在の小金井市）と記載されているが、後半の舞台である鬼首村については岡山県と鳥取県の境にある山間部であるとしか記載されておらず、地名は具体的には記載されていない。ただし、伯備線の新見駅へ抜けるローカル線の姫新線のK駅から三里奥の旭川の上流沿いの一筋路をまっすぐ先とあることから、姫新線のK駅は真庭市勝山地区の中心駅である勝山駅（中国勝山駅）で、鬼首村は鳥取県との県境の真庭市に位置すると見なされている。また、作品中に描かれている「竜王の滝」は、旭川水系の「竜頭の滝」と見なされている。
村の背景については、横溝が終戦間際から3年あまり疎開していた岡山県吉備郡（現在の倉敷市真備町）を江戸時代に支配していた岡田藩が反映されていると見なされている。本作の古神家が江戸時代10,500石の大名で仙石家は古神家の家老の子孫であるのに対し、石高10,343石の岡田藩の家老は千石氏で、2代目の定次のときに「仙石」に改めている。さらに、本作中で説明されている古神家の領内で起きた百姓一揆で直訴を企てて打首に処された「四人衆様」は、岡田藩領内で起きた百姓一揆「新本義民騒動」と、直訴して処刑された「義民四人衆」が元であると見なされている。本作中で「四人衆様」の命日には盛大なお祭りをすると記載されており、新本義民騒動が起きた総社市新本においては実際に「義民四人衆」の命日には「義民祭」が行われている。

## テレビドラマ

### 1978年版
『横溝正史シリーズII・夜歩く』は、TBS系列で1978年7月22日から8月5日まで毎週土曜日22時 - 22時55分に放送された。全3回。毎日放送・東宝。
- 原作の叙述トリックは反映されていない。
- 金田一の従軍シーンから始まる。戦友である屋代に励まされて生還できたという恩義を感じており、復員後、日和警部に消息調査を依頼していた。
- 1948年夏、盗難の被害届で屋代の消息が判明し、金田一は小金井の古神家を訪問、しばらく滞在することになる。したがって、小金井での一連の事件を金田一が見聞している。
- 屋代は伯父・鉄之進に学費を出してもらったこともあって古神家の使用人として住み込んでおり、八千代と初対面を装う設定は無い。
- 直記が夢遊病を発症している設定は無く、日本刀を金庫に保管したとき屋代に寝室の出入口を塞ぐ形で寝させる設定も無い。
- 守衛や蜂屋が佝僂という設定は無く、首のほか手首も切り落とされていて指紋照合ができなかった。守衛と蜂屋の血液型は同じだった。
- 蜂屋は「四人衆」の子孫と称していた（屋代は「四人衆」の末裔ではない）。
- 八千代が蜂屋を銃撃する際、蜂屋が「花」に居ることを予め知っていた設定になっている。
- 岡山県の古神本家への移動は、守衛の葬儀を行うためである。
- 八千代は蜂屋に強引に連れていかれたように装う形で失踪し、古神本家の蔵に隠れていた。このことは、屋代、直記、お藤が知っていた。それに先立って屋代はお静を連れてきており、そのとき蜂屋の扮装をして村内に出没する。
- お静が古神家内の離れの洋館に居た設定は無く、直記が「山田花子」という名でサナトリウムに入れていたのを（直記ではなく）屋代が連れ出して海勝院に預けていた。お静は首の無い人形を持って「静は悪い女です」と呟き続けていた。
- 古神本家の近くで首と両手首がない四方太の死体が発見される。彼とお柳の抱擁現場を目撃した鉄之進が発作的に殺害の上、首を斬って遺棄したものだが、鉄之進が切断したのは首のみだった。
- 八千代が蜂屋の扮装をした屋代に追われて逃げているように装い、直記、金田一、日和が追いかける。滝の方から八千代の悲鳴が聞こえ、行くと首なし死体が発見され、蜂屋の扮装を解いた屋代も姿を見せる。

キャスト
- 金田一 - 古谷一行
- 日和警部 - 長門勇
- 古神八千代（古神家の娘） - 范文雀
- 屋代寅太（鉄之進の甥） - 谷隼人
- お柳さま（八千代の母・古神家先代の後妻） - 南風洋子
- 蜂屋小市（画家・八千代の婚約者） - 岸田森
- 仙石直記（鉄之進の息子） - 村井国夫
- お喜多（守衛の乳母） - 原泉
- 古神守衛（八千代の腹違いの兄） - 清水綋治
- 古神四方太（古神家先代の弟） - 菅貫太郎
- お藤（古神家の女中） - 小林伊津子
- お静 - 松沢千恵
- 駐在 - 鮎川浩
- 仙石鉄之進（古神家の執事） - 伊藤雄之助
- 音羽久米子
- 松沢千恵

スタッフ
- 企画 - 角川春樹事務所、毎日放送
- プロデューサー - 青木民男（毎日放送）、菅英久（東宝）
- 脚本 - 稲葉明子
- 音楽 - 眞鍋理一郎
- 美術 - 本多好文
- 撮影 - 田島文雄
- 照明 - 木村節二
- 録音 - 大庭弘
- 編集 - 神島帰美
- 助監督 - 加藤哲郎
- 現像 - 東洋現像所
- 衣装 - 京都衣装
- 主題歌 - 茶木みやこ「あざみの如く棘あれば」
- 監督 - 水野直樹
- 制作 - 毎日放送、東宝

| 毎日放送 横溝正史シリーズII       | 毎日放送 横溝正史シリーズII       | 毎日放送 横溝正史シリーズII        |
| 前番組                            | 番組名                            | 次番組                             |
| --------------------------------- | --------------------------------- | ---------------------------------- |
| 不死蝶 （1978年7月1日 - 7月15日） | 夜歩く （1978年7月22日 - 8月5日） | 女王蜂 （1978年8月12日 - 8月26日） |

### 1990年版
『名探偵・金田一耕助・夜歩く女』は、テレビ朝日系列の2時間ドラマ「土曜ワイド劇場」（土曜日21時2分 - 23時21分）で1990年9月1日に放送された。
にっかつ撮影所。
昭和33年の設定、古神家の出身地である鬼首村は新潟県西蒲原郡にある。原作における蜂屋小市と古神守衛の特徴である佝僂は左肩の赤痣に変更されている。八千代は織部の先妻の子で、守衛は八千代の従兄であり、四方太は登場しない。八千代と直記が異母兄妹かもしれないという設定は無い。お藤がお清に、お静がお藤に名前が変更されている。等々力警部は東京での蜂屋狙撃事件と新潟県での一連の殺人事件の両方を担当しており、所属が不明である。
- 原作の叙述トリックに相当する小説を屋代が書いており、結末も原作と同様に計画していたことが最後に明らかになる。
- 金田一は八千代に来た手紙について調査するよう屋代に依頼されるが直記に拒絶される。蜂屋が（飲食店ではなくアトリエで）脚を狙撃される事件を挟んで3か月後、八千代の依頼で金田一が鬼首村へ出向いたところから、原作では東京の古神家で起こった事件も含めて展開していく。
- 蜂屋は川で溺れていたところを八千代が助け、赤痣を見た八千代が古神家に逗留させていた。
- お藤がかつて幽閉され、最初に首なし死体が発見されたのは、使われていない土蔵である。屋代の先祖である古神家の使用人が首吊り自殺してから使われていなかった。
- 蜂屋とされていた首なし死体と同じ銃創が守衛にもあったと主張したお喜多は、蜂屋と守衛が双子であることも明らかにする。
- 湧水の穴から守衛の首を取りだした鉄之進は殺害を否定したが、逮捕されたあと留置場で発作を起こして死亡する。
- 屋敷から出て行った八千代を追って洞窟に着いた金田一は八千代の「死体」を発見、奥の祠から蜂屋の首も発見される。しかし、実は八千代は睡眠薬自殺に失敗しており、死んだように金田一が装っていた。
- 八千代は直記に強姦されて憎んでおり、屋代に協力して直記に復讐することにした。しかし、夢遊病を装ったときの首なし死体を直記だと説明されていたのが違っているなどの齟齬が続く一方、屋代がお藤との密会を続けていることを知り、屋代の心が自分には無いと悟って、蜂屋の首の前で自殺を図った。
- 謎解きが終わったころ、お藤が静かに入ってきて直記を刺殺する。
- お柳には村の宮大工・佐吉という恋人があったが、織部に力づくで仲を裂かれ、後妻に据えられていた。事件解決後、お柳は古神家を出て佐吉との間にできた米子と共に暮らすことにし、八千代とも心を通わせることができた。

キャスト
- 金田一耕助 - 小野寺昭
- 古神八千代 - 南條玲子
- 仙石直記 - 西岡徳馬
- 等々力警部 - 秋野太作
- 蜂屋小市 - 加藤善博
- 古神守衛 - 佐藤幸雄
- 織部 - 坂本あきら
- お清 - 伊藤美紀
- お藤 - 小田薫
- 屋代寅太 - 三浦浩一
- お喜多 - 北城真記子
- 妙照 - 谷口香
- 米子 - 小林節子
- 女占師 - 結城美栄子
- 仙石鉄之進 - 内藤武敏
- お柳さま - 松尾嘉代

※人名表記および順序はエンドクレジットによる。
スタッフ
- プロデューサー - 下飯坂一政、両沢和幸、塙淳一
- 脚本 - 猪又憲吾
- 音楽 - 田辺信一
- 撮影 - 原 一民
- 照明 - 柴田信弘
- 美術 - 斉藤嘉男
- 録音 - 木村瑛二
- 編集 - 山田眞司
- 特殊メイク - make-up DIMENSIONS（江川悦子、ピエール須田）
- 企画協力 - 角川春樹事務所
- 監督 - 山本迪夫
- 制作 - にっかつ撮影所、ANB